# Великий шум (фільм, 1944)
Великий шум (англ. The Big Noise) — американська пригодницька комедія режисера Малкольма Сент-Клера 1944 року.

## Сюжет
Під час Другої світової війни Стен і Оллі знайшли себе неймовірними охоронцями ексцентричного винахідника і його стратегічно важливої нової бомби.

## У ролях
- Стен Лорел — Стен Лорел
- Олівер Гарді — Олівер Гарді
- Доріс Меррік — Евелін
- Артур Спейс — Альва П. Гартлі
- Веда Енн Борг — Меймі Чарльтон
- Роберт Блейк — Егберт Гартлі
- Френк Фентон — Чарльтон
- Джеймс Буш — Гартман